# Casa del Rey Moro (Ronda)
La Casa del Rey Moro de Ronda, España, es un conjunto monumental con una larga historia que comienza en el siglo XIV y alcanza hasta el siglo XX. Se compone de tres partes: una mina de agua de época musulmana, una casa de estilo neomudéjar y un jardín diseñado por Jean Claude Nicolas Forestier declarado Bien de Interés Cultural en 1943. 
Tiene una extensión completa sobre el terreno de 3.700 m² aproximados. El conjunto se encuentra elevado sobre el escarpe del tajo en la zona norte de la antigua ciudad musulmana, justo en el extremo opuesto a la Puerta de Almocábar y el antiguo Alcázar. 
Actualmente la mina y el jardín se encuentran abiertos al público para su visita (de lunes a domingo).

## Historia
La historia de la Casa del Rey Moro comenzó durante el gobierno del monarca Abomelic, hijo del sultán de Fez y miembro de la dinastía meriní.
Ocurrió en el siglo XIV, cuando los meriníes controlaban algunas ciudades de la frontera occidental del Reino nazarí. A cambio, esas tropas del norte de África ofrecían a Granada protección frente a los ejércitos castellanos.
Entre 1331 y 1339, la frontera occidental del Reino Nazarí estaba gobernada por un miembro de la dinastía meriní. Era el hijo primogénito de Abú-l-Hasan, sultán de Fez. Y quizá por eso se conocía como Abd-al-Málik Abd al Wahid, ya que la expresión árabe abn almalik significa literalmente «hijo del rey». 
Al acceder al trono de Fez, Abú-l-Hasan había pactado una alianza con el Rey de Granada, Muhammad IV, que apenas tenía poder militar suficiente para frenar el avance castellano. Se trataba de enviar sus tropas desde el norte de África para defender el flanco oeste del Reino Nazarí. A cambio, los meriníes de Fez obtuvieron grandes parcelas de poder en importantes ciudades de esta zona, constituyendo una especie de «protectorado meriní» en el Reino Nazarí.
Ronda era crucial en la defensa del Reino y por esta razón debía fortificarse. Para ello se creó la mina de agua, que permitía extraer el agua del río Guadalevín a través de una gran noria instalada en una de sus salas. Los encargados del fatigoso esfuerzo de accionarla eran los esclavos cristianos, que además cargaban los zaques de agua hasta el exterior. Se trataba de una manera segura de aportar agua a la población en momentos de asedio, ya que la parte inferior de la construcción estaba fortificada.
Por ello, la mina jugó un papel clave en 1485, durante la reconquista de Ronda por el ejército castellano. Conociendo la importancia de la mina para la defensa y la supervivencia de la ciudad sitiada al no contar con otros aljibes internos, las tropas del Marqués de Cádiz la atacaron hasta acceder por un flanco débil: inhabilitaron la noria, cortaron el suministro de agua y así rindieron la ciudad en cuestión de días.
El espacio estuvo años sin urbanizar, hasta que en el siglo XVIII se levantó sobre la mina una casa. Desde 1767, perteneció a diversos miembros vinculados a la familia que ostentó el Marquesado de Salvatierra. Y en 1911, se vendió a la propietaria que más hizo por su renovación: Trinidad von Scholtz Hermensdorff, Duquesa de Parcent. Esta propietaria amplió y renovó la vivienda en estilo neomudéjar y encargó el diseño de un jardín a Jean-Claude Nicolas Forestier.
Este paisajista francés había acudido a España para diseñar los jardines de la Exposición Iberoamericana de 1929 en Sevilla. Forestier se inspiró para su creación en los jardines andalusíes y también en la tradición francesa. En 1943 fue declarado Jardín Histórico hoy ostenta el máximo grado de protección del patrimonio, con la categoría de Bien de Interés Cultural.

## La mina de agua

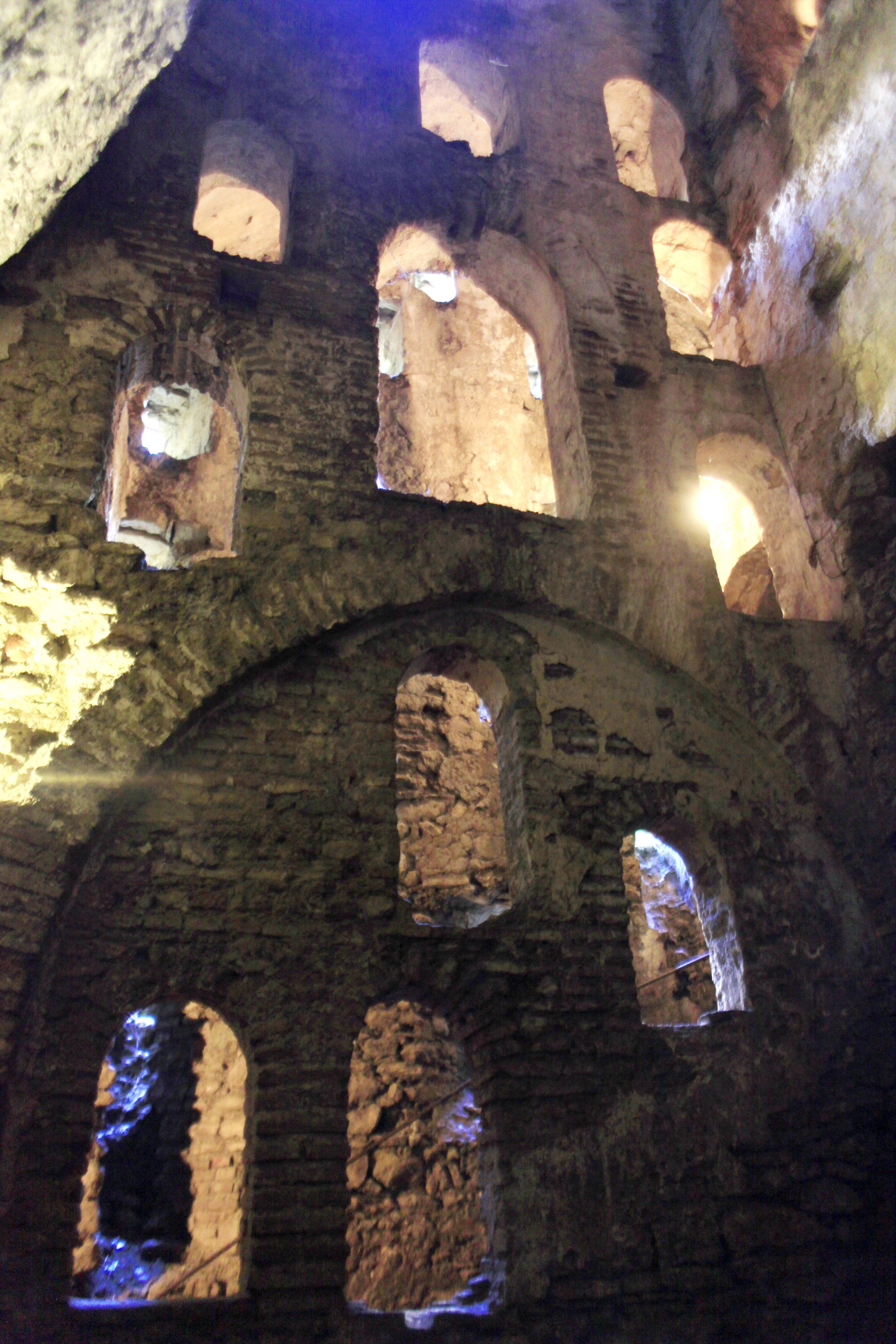
Sala de la Noria

La mina de agua es una de las principales obras de ingeniería hidráulica construidas en el Reino Nazarí durante el siglo XIV. En la actualidad, es la mejor conservada de Andalucía.
Su propósito era extraer agua desde el río para suministrarla de manera segura a la población amurallada en casos de asedio. Por tanto, junto a las murallas de Ronda, formaba parte de su sistema defensivo.
Se construyó en la época en que el Rey Abomelic gobernó la ciudad. Para ello, la grieta que existía en la pared del Tajo se excavó en profundidad, buscando el lecho del río: se tallaron escalones en la roca para crear una galería descendiente, cubierta con bóvedas.
En el descenso se encuentra la Sala de la Noria, llamada así por albergar la gran noria usada para extraer el agua. La estrechez de la galería impedía el acceso de animales, por lo que este ingenio debía ser accionado por personas: eran los esclavos cristianos los que la hacían girar, cargaban los zaques de agua y, a continuación, subían con ellos por la galería de vuelta a la ciudad. En varios puntos de la galería, los reposaderos servían para apoyar estos zaques y facilitar el ascenso.

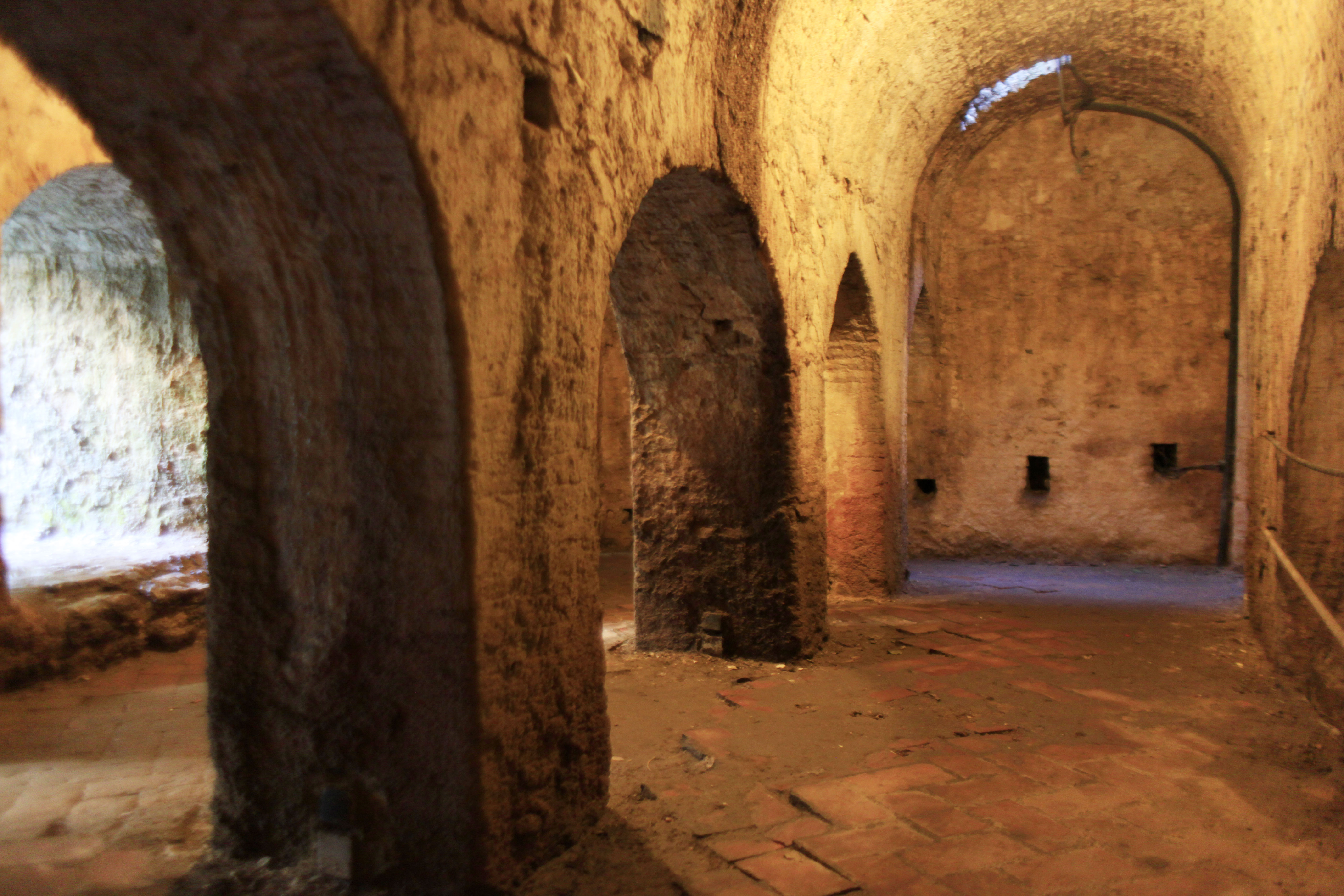
Sala de Armas

Más abajo de esta sala la construcción estaba fortificada con una torre. En su interior se encuentra la Sala de Armas, donde se guardaban pertrechos, se alojaba a la guarnición y se repelían los ataques con flechas o líquidos hirvientes.

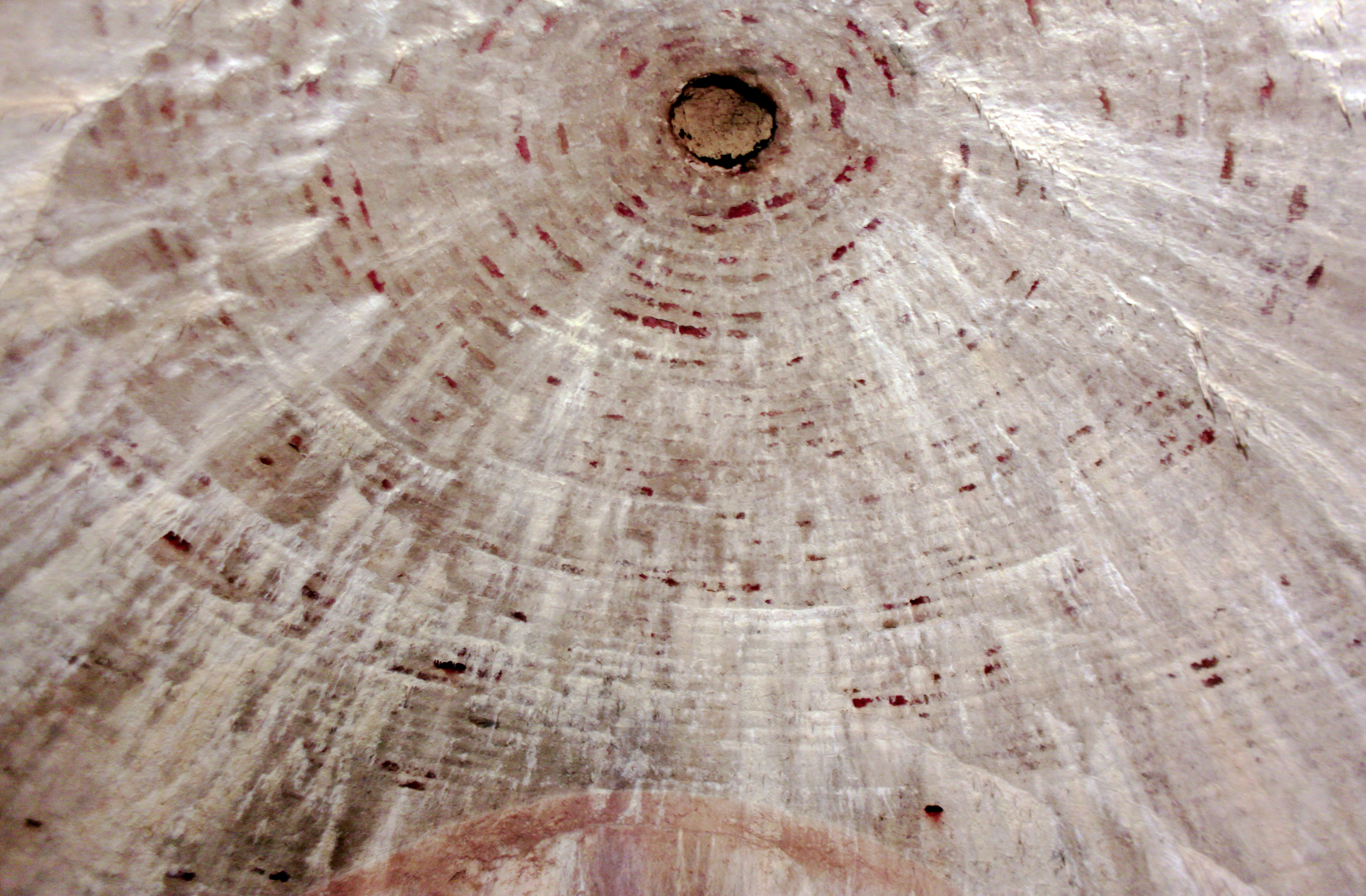
Sala de los Secretos (bóveda)

Para facilitar la defensa, existía un pozo en un nivel inferior. Estaba en la llamada Sala de los Secretos, que recibe este nombre al menos desde el siglo XVIII por el curioso efecto sonoro que provoca su cúpula: una voz susurrada a una de las esquinas multiplica su sonido hasta oírse con claridad en otra de ellas.
En la parte más baja de esta torre, una pequeña puerta abierta hacia el río servía para la huida.

## La casa
Lo que fue zona de vivienda de la Casa del Rey Moro se compone en realidad de una suma de varias construcciones. El núcleo principal era una casa de principios del siglo XVIII, con la estructura habitual de las casas andaluzas de la aristocracia: consistía en una serie de habitaciones alrededor de un patio, distribuidas en dos alturas.
Desde 1767, Jacinto Salvatierra fue el primer miembro de esta familia nobiliaria que poseyó esta vivienda: la ennobleció con una portada donde situó el escudo de armas de su linaje, hoy destruido. Fue heredada por sucesivos parientes hasta principios del siglo XX, cuando la adquirió el multimillonario estadounidense Lawrence Perin, que volvió a situar el monumento en el foco de atención para los académicos y los interesados en la historia y la cultura de Ronda.
Poco después en 1911, Trinidad von Scholtz Hermensdorff adquirió la Casa del Rey Moro y renovó por completo la zona de vivienda. Su iniciativa consistió en comprar las casas aledañas: derribó las del lado este para crear un jardín; las del lado oeste las incorporó al núcleo principal, mandando reformar toda la construcción en estilo neomudéjar.
En esta casa reformada a partir de la iniciativa de la Duquesa de Parcent, ese estilo se percibe en el uso de la teja verde vidriada para cubrir las techumbres, el aparejo de ladrillo con formas ornamentales y el uso de decoraciones de azulejo.

## El jardín
En la Casa del Rey Moro, el paisajista francés Jean Claude Nicolas Forestier quiso crear un jardín para los sentidos a partir de su concepto de «jardín mediterráneo».
Se trata de un tipo de jardín inspirado en el arte andalusí, que recuerda a los jardines de la Alhambra o el Alcázar de Sevilla; que integra frutales y plantas aromáticas, adaptadas al clima de Ronda para provocar sensaciones durante todo el año; y que se ordena a través de parterres geométricos evocando la tradición paisajística francesa.
A través de tres terrazas con un pequeño desnivel entre ellas, Forestier organizó el estrecho espacio destinado al jardín, que mira por el lado norte hacia el Tajo. Breves escaleras enlazan cada terraza para salvar este desnivel. Y el agua en movimiento es lo que las une: en la terraza superior, Forestier instaló una fuente que vierte su agua a un canal que circula hasta desembocar en el estanque de la terraza inferior. Este canal longitudinal, con avenidas para pasear a los lados, evoca el característico jardín-huerto de la cultura islámica, tradicionalmente desarrollado en patios con acequias.